# 中国人民解放军第二十兵团
中国人民解放军第二十兵团，是中国人民解放军的一个兵团。 

## 沿革历史
1948年8月新组建华北军区第三兵团。司令员杨成武、政委李井泉、副政委兼政治部主任李天焕，1948年9月初率第三兵团进军绥远，包围归绥，目的是把华北剿总国军牵制在平绥线，不能增援即将打响的的辽沈战役作战。第三兵团前线委员会以李井泉、杨成武、李天焕、姚喆、高克林及其所属第一、第二、第六纵队党委书记组成，并以李井泉、杨成武、李天焕为常委，李井泉为书记，杨成武为副书记，李井泉和杨成武不在一起时由杨成武主持前委。总的领导及地方工作由李井泉负主责，军事由杨成武负主责。1948年11月15日撤围归绥，东返参加平津战役。12月24日解放张家口。
1949年3月华北军区第三兵团改称中国人民解放军第二十兵团，司令员杨成武，政委李天焕。
1949年5月，第20兵团担任华北海防。华北军区1个师、3个独立师，山西、察哈尔、平原军区的8个警备团编入第20兵团。
1949年10月底，兵团番号撤销，所辖各军直属于华北军区。1950年11月，原第二十兵团机关组建中国人民解放军公安部队领导机构。
1951年初，中央军委决定重建第二十兵团，入朝作战。司令员杨成武，副政委张南生，参谋长肖文玖，副参谋长邱蔚、赵冠英，炮兵主任李健，工兵主任薛长勇、作战处处长杨尚德副处长安霁光，通信处长俞涛。下辖第67军、第68军（第66军已经于1950年10月25日入朝参加了第一、第二、第三、第四次战役后回国休整驻天津、沧州）。1951年2月，在天津组建兵团机构，部队换装训练。每个师新编1个高炮营。每个团增编1个合成炮兵营（高机连、120毫米迫击炮连、85无后坐力炮连），军师团3级都增设炮兵室，军后勤增编医院、担架团、手推车运输团、汽车营、兵站。兵团的团以上军事干部办了集训班为期40多天，集中学习抗美援朝现代战争经验教训，第66军军长肖新槐、政委王紫峰、第196师师长晨光、第197师师长成少甫、第198师师长宋玉琳来集训班讲课。1951年6月4日至27日，第二十兵团出发赴朝参战。
1951年7月15日，第二十兵团全部抵达朝鲜境内的集结地域，随时准备支援东部前线的朝鲜人民军抗击美军1951年夏秋季攻势作战和歼灭从元山登陆之敌。随后，第二十兵团接替第九兵团的一线守备任务，第67军接防第27军的前线守备任务，其西侧的一线的第26军受第二十兵团指挥。1951年7月中旬到8月下旬，朝鲜遭遇百年一遇洪灾，道路桥梁普遍被冲毁，交通补给中断，部队断粮、痢疾流行。第67军冒着空中绞杀战长途行军、接防之际，美军集中3个师，向北汉江以东至东海岸的80公里前线发动了夏季攻势。第67军当面之美七师、美二十五师1个团、韩二师、韩六师也发起进攻，企图突破防御，占领昌道里（位于金化郡北部）地区。经过10天艰苦行军进入阵地的67军，把主要兵力兵器部署在北亭岭、广大洞地段，采取“对主要支撑点必须坚守、次要支撑点与敌反复争夺”的方针，从8月31日起苦战十多天，反复争夺的7个高地除了780.1高地外均防守成功。第67军西邻第26军，东邻朝鲜人民军第五军团，后靠第二十兵团第二梯队的第68军。第67军指挥所驻寺洞，第二十兵团指挥所由阳德郡丰田里前移到淮阳郡台日里。
1951年全线的夏季攻势历时一个多月被粉碎后，为试探新接防的第67军的战斗力，美韩军使用5个营的兵力、数十架飞机、60多辆坦克和大批炮火，于1951年9月12日对第67军发动重点进攻志愿军第200师第599团芳通里正面537.7高地，第199师第596团正面第596.5高地。双方反复争夺。9月21日，美军3个营，韩军5个营，共8个步兵营、70多辆坦克、100多门重炮、十余架飞机，向第67军发动了“特种混合支队作战实验”进攻。整个9月，第一线的第199师、第200师分别消灭了敌军3000人以上，守住了防线。
1951年9月29日，范佛里特“秋季攻势”开始。

## 主要战役和战斗
- 太原战役

## 編制

### 兵团首长
| 司令员                | 政委                  | 副司令员              | 副政委 | 参谋长                | 政治部主任            | 副参谋长 | 政治部副主任 |
| --------------------- | --------------------- | --------------------- | ------ | --------------------- | --------------------- | -------- | ------------ |
| 杨成武(49.1-50.8)上将 | 李天焕(49.1-50.8)中将 | 文年生(49.1-50.8)中将 |        | 文年生(49.1-50.8)中将 | 向仲华(49.1-50.8)中将 |          |              |

### 下辖部队
- 第66军，军长萧新槐、政委王紫峰，副政委兼政治部主任张连奎。
- 第67军，军长韩伟、政委旷伏兆，副军长马龙，参谋长赵冠英，政治部主任刘国梁。
- 第68军，军长文年生/徐德操、政委向仲华/漆远渥，副军长徐德操。